# Cultura de la impresión
La Cultura de la impresión engloba todas las formas expresión escrita y la Comunicación visual. Un estudioso destacado en este campo es Elizabeth Eisenstein, quien ha contrastado la cultura de la imprenta-impresión (que apareció en Europa en los siglos posteriores a la llegada de los occidentales imprenta, y mucho antes en China, donde la Impresión en madera fue utilizada por lo menos desde el 800 d.c.) con la cultura de los escribas. Walter J. Ong, por el contrario, ha contrastado la cultura escrita, incluidos los escribas, a la cultura oral. Ong es generalmente considerado como uno de los primeros estudiosos en definir a la cultura impresa en contraste con la cultura oral. Estas opiniones están relacionadas en cómo la imprenta conllevó un gran aumento de la alfabetización, de modo que uno de sus efectos fue simplemente la gran expansión de la cultura escrita, a expensas de la cultura oral. El desarrollo de la imprenta, como el desarrollo del escrito en sí, tuvieron efectos profundos en las sociedades humanas y el conocimiento. La "Cultura de impresión" se refiere sobre todo a los productos culturales de la transformación de la impresión.